# بيج بيلشر
بيج بيلشر هو محامي وقاضي وسياسي أمريكي، ولد في 21 أبريل 1899 في جفرسون في الولايات المتحدة، وتوفي في 2 أغسطس 1980 في ميدويست سيتي في الولايات المتحدة. نشط حزبياً في الحزب الجمهوري. وقد انتخب عضو مجلس النواب الأمريكي ‏.